# Dalton (Massachusetts)
Dalton – miasto w Stanach Zjednoczonych, w stanie Massachusetts, w hrabstwie Berkshire.